# دولت موقت افغانستان
دولت موقت افغانستان (AIA)، نخستین حکومت افغانستان پس از سقوط امارت اسلامی افغانستان بود که در ۲۲ دسامبر ۲۰۰۱ آغاز شد و در ۱۳ ژوئیه ۲۰۰۲ پایان یافت.

## ترکیب‌بندی دولت موقت افغانستان
| موقت مدیریت موقعیت               | نام              | قومیت | یادداشت                                                                                        |
| -------------------------------- | ---------------- | ----- | ---------------------------------------------------------------------------------------------- |
| رئیس هیئت مدیره                  | حامد کرزی        | پشتون | رهبر قبایل مستقل پشتون در تبعید در پاکستان                                                     |
| نایب رئیس و وزیر دفاع            | محمدقسیم فهیم    | تاجیک | وزیر دفاع ائتلاف شمال                                                                          |
| نایب رئیس و وزیر امور زنان       | سیما سمر         | هزاره | بنیانگذار سازمان شهدا و درمانگاه شهدا در کویته، گروه رم.                                       |
| نایب رئیس و وزیر برنامه‌ریزی      | محمد محقق        | هزاره | رهبر هزاره که بر ضد طالبان برای حزب وحدت اسلامی مردم افغانستان در جبهه اتحاد اسلامی جنگیده‌است. |
| نایب رئیس و وزیر انرژی و آب      | محمد شاکر کارگر  | ازبک  | جبهه اتحاد اسلامی                                                                              |
| نایب رئیس و وزیر مالیه           | هدایت امین ارسلا | پشتون | وزیر امور خارجه دولت اسلامی افغانستان در دههٔ ۱۹۹۰. گروه رم.                                    |
| وزیر امور خارجه                  | عبدالله عبدالله  | پشتون | وزیر خارجه جبهه متحد اسلامی                                                                    |
| وزیر امور داخله                  | یونس قانونی      | تاجیک | وزیر کشور جبهه متحد اسلامی                                                                     |
| وزیر مخابرات و تکنالوژی معلوماتی | عبدالرحیم        | تاجیک | جبهه اتحاد اسلامی                                                                              |
| وزیر امور سرحدات، اقوام و قبایل  | امان‌الله زادران  | پشتون | رهبر طالبان، که پس از حمله آمریکا، گروه رم جدا شد                                              |
| وزیر پناهندگان                   | عنایت‌الله نظری   | تاجیک | جبهه اتحاد اسلامی                                                                              |
| وزارت تجارت و صنایع              | محمد عارف نور زی | پشتون | جبهه اتحاد اسلامی                                                                              |
| وزیر صنعت و معدن                 | محمد علی رزم     | ازبک  | جبهه اتحاد اسلامی                                                                              |
| وزیر صحت عامه                    | سهیلا صدیق       | پشتون | در دولتهای محمد ظاهرشاه و رژیم کمونیستی ۱۹۷۰ و ۱۹۸۰بوده‌است. مستقل                              |
| وزارت تجارت و صنایع              | سید مصطفی کاظمی  | هزاره | سخنگوها و رهبر جبهه ملی متحد                                                                   |
| وزیر زراعت، آبیاری و مالداری     | سید حسین انوری   | هزاره | فرمانده ارشد نظامی ارتش حرکت اسلامی افغانستان در جبهه ملی متحد                                 |
| وزیر عدلیه                       | عبدالرحیم کریمی  | ازبک  | جبهه اتحاد اسلامی                                                                              |
| وزیر اطلاعات و فرهنگ             | سید مخدوم رهین   | تاجیک | شاعر و نویسنده، گروه رم                                                                        |
| وزیر بازسازی                     | محمد امین فرهنگ  | تاجیک | گروه رم                                                                                        |
| وزیر ارشاد، حج و اوقاف           | محمد حنیف بلخی   | تاجیک | مستقل                                                                                          |
| وزیر امور شهری                   | عبدالقدیر        | پشتون | رهبر جبهه ملی متحد برای فرقه حزب اسلامی خالص                                                   |
| وزیر فواید عامه                  | عبدالخالق فضل    | پشتون | گروه رم                                                                                        |
| وزیر آبیاری                      | منگل حسین        | پشتون | پیش از این جنگ‌سالار برای حزب اسلامی گلبدین حکمتیار، گروه پیشاور                                |
| وزیر شهدا و معلولین              | عبدالله وردک     | پشتون | رهبر جبهه ملی متحد برای تنظیم دعوت اسلامی افغانستان                                            |
| وزیر تحصیلات عالی                | شریف فایض        | تاجیک | جبهه اتحاد اسلامی                                                                              |
| وزارت ترانسپورت افغانستان        | عبدالرحمن        | تاجیک | عضو جبهه اتحاد اسلامی، اما او از پادشاه ظاهر شاه حمایت کرد و به عضویت گروه روم درآمد           |
| کار و امور اجتماعی               | میرویس صادق      | تاجیک | پسر جنگسالاران با نفوذ محمد اسماعیل‌خان، جبهه اتحاد اسلامی                                      |
| وزارت ترانسپورت افغانستان        | سلطان حمید سلطان | هزاره |                                                                                                |
| وزارت معارف افغانستان            | رسول امین        | پشتون | عضو اخوان‌المسلمین سودان سودان و گروه روم.                                                      |
| وزیر توسعه روستایی               | عبدالملک انور    | تاجیک | جبهه اتحاد اسلامی                                                                              |